# 크리스 로
크리스 로(Chris Lowe, 1959년 10월 4일 ~ )는 잉글랜드의 음악가로, 펫 숍 보이스에서 키보드를 맡고 있다.